# Divizia Națională 2017
Moldovas førstedivision 2017 var den 27. udgave af det moldoviske mesterskab i fodbold. Turneringen bliver afviklet fra juli 2017.

## Deltagere
| Klub              | By             | Stadion          | Kapacitet | 2016-17 |
| ----------------- | -------------- | ---------------- | --------- | ------- |
| Dacia             | Chișinău       | Moldova (Speia)  | 8.550     | 2       |
| Dinamo-Auto       | Tiraspol       | Dinamo-Auto      | 1.300     | 9       |
| Milsami           | Orhei          | CSR Orhei        | 2.539     | 3       |
| Petrocub-Hîncești | Sărata-Galbenă | Byens (Hîncești) | 1.500     | 6       |
| Sfântul Gheorghe  | Suruceni       | Byens (Suruceni) | 1.500     | 2 (A)   |
| Sheriff           | Tiraspol       | Sheriff          | 12.746    | 1       |
| Speranta          | Nisporeni      | Byens (Hîncești) | 1.500     | 7       |
| Spicul            | Chișcăreni     | CSR Orhei        | 2.539     | 3 (A)   |
| Zaria             | Bălți          | Byens (Bălți)    | 5.953     | 4       |
| Zimbru            | Chișinău       | Zimbru           | 10.400    | 5       |

## Tabel
| Pos | Hold                  | K  | V  | U | T  | M+ | M- | MF  | P  | Kvalifikation eller nedrykning                               |
| --- | --------------------- | -- | -- | - | -- | -- | -- | --- | -- | ------------------------------------------------------------ |
| 1   | Sheriff Tiraspol (M)  | 18 | 14 | 3 | 1  | 50 | 14 | +36 | 45 | Kvalifikation til Champions League anden kvalifikationsrunde |
| 2   | Milsami Orhei         | 18 | 13 | 1 | 4  | 26 | 12 | +14 | 40 | Kvalifikation til Europa League første kvalifikationsrunde   |
| 3   | Petrocub-Hîncești     | 18 | 7  | 5 | 6  | 25 | 16 | +9  | 26 | Kvalifikation til Europa League første kvalifikationsrunde   |
| 4   | Dacia Chișinău        | 18 | 7  | 5 | 6  | 23 | 26 | −3  | 26 |                                                              |
| 5   | Zaria Bălți           | 18 | 7  | 3 | 8  | 28 | 20 | +8  | 24 |                                                              |
| 6   | Speranța Nisporeni    | 18 | 5  | 6 | 7  | 18 | 21 | −3  | 21 |                                                              |
| 7   | Sfântul Gheorghe      | 18 | 5  | 5 | 8  | 15 | 27 | −12 | 20 |                                                              |
| 8   | Zimbru Chișinău       | 18 | 5  | 4 | 9  | 17 | 21 | −4  | 19 |                                                              |
| 9   | Dinamo-Auto Tiraspol  | 18 | 4  | 3 | 11 | 14 | 38 | −24 | 15 |                                                              |
| 10  | Spicul Chișcăreni (N) | 18 | 3  | 5 | 10 | 14 | 35 | −21 | 14 | Nedrykning til Moldovas "A" Division                         |

## Statistik

### Topscorere
Opdateret pr. kampe spillet den 26. november 2017.
| Nr. | Spiller          | Klub              | Mål |
| --- | ---------------- | ----------------- | --- |
| 1   | Vitalie Damascan | Sheriff Tiraspol  | 13  |
| 2   | Vladimir Ambros  | Petrocub-Hîncești | 9   |
| 3   | Stefan Mugosa    | Sheriff Tiraspol  | 7   |